# Bill Holmes (Radsportler)
William „Bill“ Holmes (* 14. Januar 1936 in Kingston upon Hull, East Riding of Yorkshire) ist ein ehemaliger britischer Radrennfahrer und nationaler Meister im Radsport.

## Sportliche Laufbahn
Holmes war Teilnehmer der Olympischen Sommerspiele 1956 in Melbourne und 1960 in Rom. Im olympischen Straßenrennen in Melbourne wurde er beim Sieg von Ercole Baldini 14. Die britische Mannschaft gewann mit Holmes, Alan Jackson, Stan Brittain und Harry Reynolds in der Mannschaftswertung die Silbermedaille.
1960 wurde er im olympischen Straßenrennen beim Sieg von Wiktor Kapitonow als 37. klassiert. Im Mannschaftszeitfahren kam das britische Team mit Holmes, Bill Bradley, Jim Hinds und Ken Laidlaw auf den 14. Rang.
1959 fuhr er die Bulgarien-Rundfahrt und wurde beim Sieg von Bojan Kozew Achter im Endklassement. Im Rennen der UCI-Straßen-Weltmeisterschaften 1958 wurde er 14. Mit dem Archer Grand Prix gewann er 1960 eines der bedeutendsten britischen Eintagesrennen. Er wurde Zweiter im britischen Milk-Race hinter Bill Bradley, wobei er zwei Etappen und die Punktewertung gewann. 1961 siegte er in der Tour of Britain und beendete die Tour de l’Avenir auf dem 22. Platz. In der Tour of Britain 1962 entschied er erneut die Punktewertung für sich.
Als Profi gewann er mehrere kleinere Etappenrennen wie 1964 die Tour of the South West. Mehrfach war er beim Sechstagerennen in London am Start.
Von 1963 bis 1968 war er Berufsfahrer, bis auf seine letzte Saison immer im Radsportteam Falcon.